# Подслеме
Подслеме (хорв. Podsljeme) — один из 17 районов и городская четверть (административный район) столицы и крупнейшего города Хорватии Загреба.
Население — 19 165  человек (2011), что составляло около 2,3 % от населения города (780 тыс. человек). Площадь Подслеме — 59,445 км².
Расположен в северной части города, северная граница района проходит по гребню горного массива Медведница. Далее расположена территория Крапинско-Загорской жупании.
Граничит со следующими районами Загреба:
- с юга — Максимир и Горний Град — Медвещак
- с востока — Горня Дубрава
- с запада — Чрномерец.

Около 90 % площади района расположены в природном парке Медведница.
Подслеме является элитным районом хорватской столицы с высокой стоимостью жилья (около 3500 евро за 1 м²). Большинство богатых жителей Загреба, политических деятелей и знаменитостей живут в этом зеленом районе.